# Welford Road Stadium
Welford Road Stadium é um estádio localizado em Leicester, Inglaterra, Reino Unido, possui capacidade total para 25.849 pessoas, é a casa do time de rugby Leicester Tigers. O estádio foi inaugurado em 1892, também recebeu jogos da Copa do Mundo de Rugby de 1991 e 1999.